# Koepoortbrug (Mechelen)
De Koepoortbrug is een liggerbrug over de Afleidingsdijle in de stad Mechelen. De brug bestaat uit één overspanning van 29,6 m lang, de breedte van de Afleidingsdijle.

## Geschiedenis
De Koepoortbrug bestond reeds als een gemetselde boogbrug in 1904. Na de bouw van de Afleidingsdijle werd deze brug in 1905 vervangen door een ijzeren wafelijzerbrug, een vaste stalen brug met rechte liggers, klink- en boutverbindingen. In 1987 werd deze dan vervangen door een betonnen liggerbrug.

## Naamgeving
De brug wordt ook wel Liersepoortbrug genoemd, naar de Liersepoort, wat de toegangspoort tot Mechelen is vanuit Lier.
Koepoortbrug is ook een straatnaam in de stad Antwerpen.
Battelbrug · Colomabrug · Fonteinbrug · Heffenbrug · Hoogbrug · Katelijnepoortbrug · Koepoortbrug · Kraanbrug · Minderbroedersbrug · Nekkerspoelbrug · Plaisancebrug · Roostenbergbrug · Van Kesbeeckbrug · Walembrug · Winketbrug · Withuisbrug · Zennegatsluisbrug